# Эшли-Купер, Энтони, 4-й граф Шефтсбери
Энтони Эшли-Купер, 4-й граф Шефтсбери (англ. Anthony Ashley Cooper, 4th Earl of Shaftesbury; 9 февраля 1711 — 27 мая 1771) — британский пэр и филантроп, один из ведущих деятелей, сыгравший важную роль в основании колонии Джорджия.

## Биография
Родился 9 февраля 1711 года. Единственный сын Энтони Эшли-Купера, 3-го графа Шефтсбери (1671—1713), и его жены Джейн Эвер (ок. 1689—1751), дочери джентльмена Томаса Эвера из Хартфордшира . Он получил образование в Новом колледже Оксфордского университета.
Его отец умер в феврале 1713 года, оставив его без отца в младенчестве, а также наследником семейных титулов и поместий. Он рос, узнавая о достижениях своего отца и прадеда и почитая историю своей семьи. В 1732 году он опубликовал новое издание влиятельной работы своего отца «Характеристики людей, манер, мнений, времен». Книга была одной из самых влиятельных в британском Просвещении. Историк Бенджамин Рэнд описал 3-го графа Шефтсбери как «величайшего стоика современности».
Лорд Шефтсбери также заказал биографию своего прадеда и нанял Бенджамина Мартина для этого проекта. Он хорошо познакомился с Мартином, секретарем попечителей по созданию колонии Джорджия в Америке, когда стал членом этой организации на ее первом ежегодном собрании в 1733 году.
Лорд-лейтенант Дорсета (1734—1771), член Королевского общества (1754), регистратор Шефтсбери (1756), главный стюард Дорчестера (1757), бригадный генерал Дорсетской милиции (1761), член Тайного совета Великобритании (1761), губернатор Левантийской компании (1766—1771), член Общества Антикварием (1767).

## Попечители Джорджии
Лорд Шефтсбери был избран в попечители по созданию колонии Джорджия в Северной Америке в 1733 году, менее чем через год после того, как группа была создана королевской хартией. В свете интеллектуальной традиции его семьи он, возможно, был среди тех попечителей, которые, следуя Джеймсу Оглторпу, видели в колонии Джорджия потенциальное образцовое общество, а также общество, которое решало несколько более прагматичных задач через План Оглторпа. Однако к 1750 году граф Шефтсбери заменил Оглторпа в качестве руководящей силы среди попечителей, наклонив управление колонией в более традиционном направлении и подготовив ее к тому, чтобы стать королевской колонией в 1752 году.

## Браки и дети
12 марта 1724 года лорд Шефтсбери женился первым браком на своей кузине, леди Сьюзен или Сюзанне Ноэль (1710 — 20 июня 1758), дочери Баптиста Ноэля, 3-го графа Гейнсборо, и леди Дороти Мэннерс. Первый брак был бездетным.
20 марта 1759 года он женился вторым браком на Мэри Бувери (1730 — 12 ноября 1804), дочери Якоба Бувери, 1-го виконта Фолкстона, и Мэри Кларк. Дети от второго брака:
- Энтони Эшли-Купер, 5-й граф Шефтсбери (17 сентября 1761 — 14 мая 1811)[1], старший сын и преемник отца.
- Кропли Эшли-Купер, 6-й граф Шефтсбери (21 декабря 1768 — 2 июня 1851)[1]
- Леди Мэри Энн Купер (1766 — 8 июля 1854)[1], в 1788 году она вышла замуж за Чарльза Стерта (1763—1812), члена парламента от Бридпорта[9].